# Communauté de communes du Pays de Moncontour
La Communauté de communes du Pays de Moncontour est une ancienne communauté de communes française, située dans le département des Côtes-d'Armor, en région Bretagne.

## Histoire
La communauté de communes du Pays de Moncontour est créée le 30 décembre 1993 et est alors composée de sept communes.
Le 1er janvier 2014, Langast quitte l'intercommunalité pour rejoindre la Communauté intercommunale pour le développement de la région et des agglomérations de Loudéac (CIDERAL).
Le 31 décembre 2016, elle est dissoute et ses communes membres rejoignent la nouvelle communauté d'agglomération Lamballe Terre et Mer sauf Saint-Carreuc qui rejoint Saint-Brieuc Armor Agglomération.

## Territoire communautaire

### Géographie
Située dans le pays de Saint-Brieuc, au sud de la préfecture départementale, la communauté de communes regroupait cinq des dix communes du canton de Moncontour et une commune, Plémy, du canton de Plouguenast.

### Composition
Elle était composée des 6 communes suivantes :
| Nom                | Code Insee | Gentilé       | Superficie (km2) | Population (dernière pop. légale) | Densité (hab./km2) |
| ------------------ | ---------- | ------------- | ---------------- | --------------------------------- | ------------------ |
| Moncontour (siège) | 22153      | Moncontourois | 0,48             | 890 (2014)                        | 1 854              |
| Hénon              | 22079      | Hénonnais     | 40,87            | 2 207 (2014)                      | 54                 |
| Plémy              | 22184      | Plémytains    | 40,04            | 1 559 (2014)                      | 39                 |
| Quessoy            | 22258      | Quessoyais    | 29,23            | 3 857 (2014)                      | 132                |
| Saint-Carreuc      | 22281      | Carreucois    | 12,69            | 1 493 (2014)                      | 118                |
| Trédaniel          | 22346      | Trédanielais  | 15,92            | 958 (2014)                        | 60                 |

### Démographie
| 1999  | 2006   | 2009   | 2011   | 2012   |
| ----- | ------ | ------ | ------ | ------ |
| 9 389 | 10 299 | 10 668 | 10 877 | 10 930 |

## Administration

### Siège
Le siège de la communauté de communes était à Moncontour, 16 place de Penthièvre.

### Conseil communautaire
Les 25 conseillers titulaires étaient répartis selon le droit commun comme suit :
| Nombre de conseillers | Communes              |
| --------------------- | --------------------- |
| 6                     | Quessoy               |
| 5                     | Hénon                 |
| 4                     | Plémy, Saint-Carreuc  |
| 3                     | Moncontour, Trédaniel |

### Élus
La communauté de communes était administrée par un conseil communautaire constitué en 2014 de 25 conseillers communautaires.
À la suite des élections municipales de 2014 dans les Côtes-d'Armor, le conseil communautaire du 15 avril 2014 avait élu son président, André Rault, maire de Saint-Carreuc, ainsi que ses 5 vice-présidents. 
Le bureau est remanié le 23 février 2016 à la suite de la démission d'André Rault de la présidence et l'élection municipale partielle complémentaire de Moncontour. La liste des vice-présidents était alors la suivante :
|     | Attributions                          | Identité          | Qualité                                                     |
| --- | ------------------------------------- | ----------------- | ----------------------------------------------------------- |
| 1er | Tourisme et développement économique  | Gilles Chaperon   | Conseiller municipal de Quessoy                             |
| 2e  | Enfance-jeunesse                      | Nadine L'Échelard | Première adjointe au maire de Hénon                         |
| 3e  | Traitement des déchets et déchetterie | Eliane Têtu       | Conseillère municipale de Plémy, ancienne première adjointe |
| 4e  | Assainissement non collectif (SPANC)  | Pascal Norée      | Premier adjoint au maire de Trédaniel                       |
| 5e  | Communication                         | Olivier Pellan    | Premier adjoint au maire de Moncontour                      |

Avec les maires de Moncontour, Plémy, Quessoy, Saint-Carreuc et Trédaniel, ils formaient le bureau communautaire.

### Liste des présidents
| Période       | Période                  | Identité            | Étiquette | Qualité                              |
| ------------- | ------------------------ | ------------------- | --------- | ------------------------------------ |
| décembre 1993 | avril 2014               | Jean-Jacques Bizien | PS        | Maire de Moncontour (1989 → 2014)    |
| avril 2014    | février 2016 (démission) | André Rault         | DVG       | Maire de Saint-Carreuc (2008 → 2020) |
| février 2016  | décembre 2016            | Thierry Andrieux    | PS        | Maire de Hénon (2013 → )             |

### Compétences
La politique d’une communauté de communes se met en œuvre autour de compétences obligatoires et de compétences optionnelles.
Le pays de Moncontour exerce trois compétences obligatoires :
L’aménagement de l’espace : schéma des zones d’aménagement et de protection, schéma directeur des zones d’activités, etc.
Le développement économique : création et gestion des zones ou des parcs d’activités, politique de modernisation du commerce et de l’artisanat, transmission-reprise d’entreprises, etc.
Le tourisme.
Les compétences optionnelles exercées par la Communauté de communes :
La protection et la mise en valeur de l’environnement.
La politique du logement et du cadre de vie.
L’action sociale (CIAS).
La culture, les loisirs et les activités sportives (notamment en direction de la petite enfance et de l’enfance-jeunesse).
Equipements divers (piscine, camping …).
La Communauté de communes est également membre de syndicats intercommunautaires à vocation unique (SIVU) regroupant des communautés voisines : transport à la demande (Trans’com), école de musique Centre-Armor…